# Kazimierz Dolny
Kazimierz Dolnyⓘ (em iídiche: קוזמער Kuzmer ou קוזמיר Kuzmir; até 1927 Kazimierz, Kazimierz nad Wisłą) é um município no leste da Polônia. Pertence à voivodia de Lublin, no condado de Puławy. É a sede da comuna urbano-rural de Kazimierz Dolny, localizado no rio Vístula, no desfiladeiro da Pequena Polônia do Vístula, na parte ocidental do planalto Nałęczowski.
Historicamente, Kazimierz Dolny está localizado na Pequena Polônia, inicialmente pertencente à Terra de Sandomierz e depois à Terra de Lublin. É parte do triângulo turístico: Puławy − Kazimierz Dolny − Nałęczów. Era uma cidade real da Coroa do Reino da Polônia na voivodia de Lublin em 1786. Kazimierz Dolny obteve o direito de armazém em 1335. Nos anos 1975−1998, a cidade pertenceu administrativamente à voivodia de Lublin.
Estende-se por uma área de 30,4 km², com 2 525 habitantes, segundo o censo de 31 de dezembro de 2021, com uma densidade populacional de 83,1 hab./km². A cidade é membro da União das Cidades polonesas. Em Kazimierz existe um porto de iates com parque de campismo.
A cidade é a sede da paróquia católica romana de São João Batista e São Bartolomeu Apóstolo.

## História
Os primórdios do assentamento datam do século XI. Em uma das colinas havia um assentamento chamado Wietrzna Góra (montanha ventosa), pertencente à ordem beneditina. Em 1181, Casimiro II, o Justo, deu o assentamento às irmãs da Ordem Premonstratense de Zwierzyniec, perto de Cracóvia. As norbertinas, assim como eram chamadas, mudaram o nome do assentamento para Kazimierz (nome do doador em polonês). O nome foi registrado nas crônicas pela primeira vez em 1249, e o adjetivo “Dolny” (baixo) foi adicionado nos anos posteriores para distinguir o assentamento de outro, que tinha o mesmo nome, localizado no curso superior do rio, fundado perto de Cracóvia. Após cerca de 150 anos, o povoado e as aldeias vizinhas passaram a ser propriedade da Coroa do Reino da Polônia. Em 1325, Vladislau I, o Breve, fundou uma igreja paroquial.

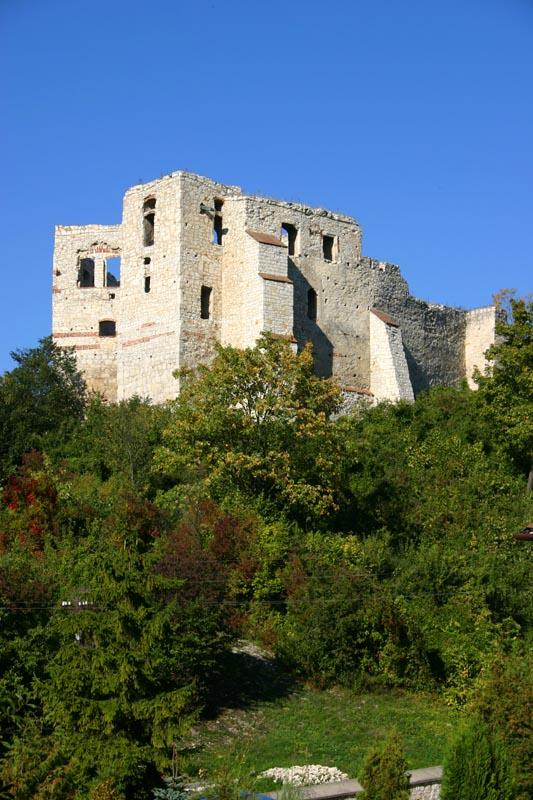
Ruínas do castelo em Kazimierz

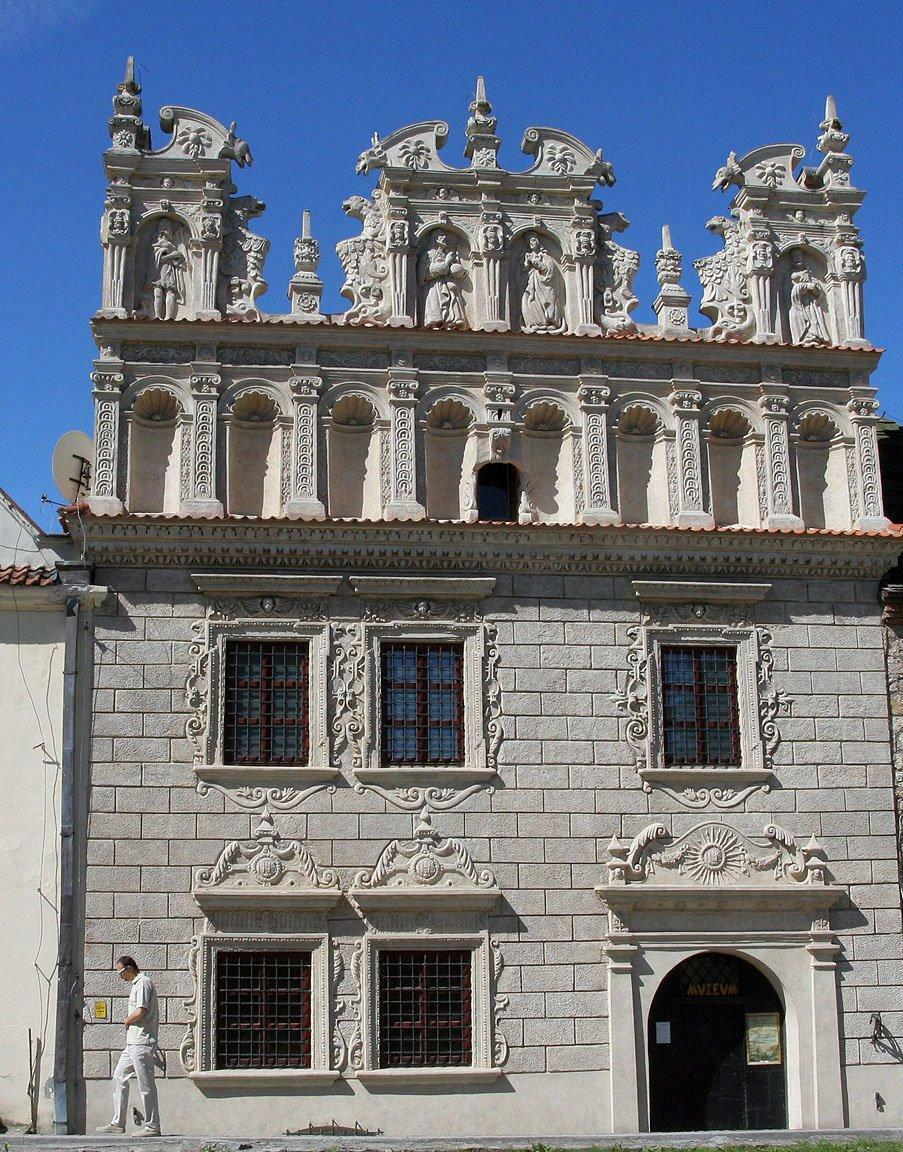
A Casa Celej

A lenda atribui a fundação da cidade e a construção do castelo fortificado a Casimiro, o Grande. Os direitos de cidade foram concedidos na primeira metade do século XIV. Em 1406, Ladislau II Jagelão fundou a cidade sob os direitos de Magdeburgo. A praça principal, ruas e terrenos para construção foram demarcados. Apenas a parte norte da praça permaneceu subdesenvolvida. Graças a isso, da praça pode-se avistar a igreja paroquial e o castelo. Em 1501, Kazimierz Dolny tornou-se a sede do starosta. Sigismundo I, o Velho, em dívida com Mikołaj Firlej, em 1519, concedeu a ele e a seu filho Piotr o cargo vitalício de starosta de Kazimierz. Kazimierz permaneceu na posse da família Firlej até 1644. Naquela época, o castelo foi reconstruído. Após os incêndios de 1561 e 1585, os celeiros e casas foram reconstruídos com calcário das colinas circundantes. Os Firlejs também cuidaram do privilégio da cidade no comércio de grãos que desciam o rio Vístula para Gdańsk, o que já havia contribuído para o desenvolvimento da cidade (do século XVI ao XVII). As famílias mercantes de Przybyłów, Czarnot e Celej (que vieram da Itália) cresceram no comércio de grãos. Em 1628, os franciscanos se estabeleceram em Wietrzna Góra, construíram um mosteiro e ampliaram a igreja existente (desde 1585).
A época de ouro de Kazimierz terminou em fevereiro de 1656 com o incêndio da cidade e do castelo pelo exército do rei sueco Carlos X Gustavo. Os repetidos ataques à cidade e a peste posterior contribuíram para a deterioração da cidade. Em 1677, João III Sobieski emitiu um decreto permitindo que comerciantes armênios, gregos e judeus se estabelecessem na cidade. No entanto, a recuperação econômica não durou muito. As guerras polaco-suecas subsequentes devastaram a cidade novamente. A demanda na Europa por grãos poloneses também diminuiu. Os comerciantes tentaram desenvolver o comércio de madeira e a indústria de construção naval. No entanto, esses lucros não eram semelhantes aos obtidos com o comércio de grãos. As partições posteriores isolaram Kazimierz dos mercados.
Em 18 de março de 1831, ocorreu a batalha de Kazimierz Dolny − uma das batalhas do Levante de Novembro.
Em 1869, Kazimierz Dolny perdeu seus direitos de cidade e, no final do século XIX, tornou-se um resort de férias. Mansões e pensões para turistas, principalmente de Lublin e Varsóvia, começaram a surgir nas gargantas próximas. A partir do final do século XIX, a vila também se tornou um destino popular. Em 1904, Aleksander Janowski, um pioneiro do turismo polonês na partição russa, colocou-a no itinerário de uma das “10 excursões mais interessantes pelo país”, escrevendo resumidamente o que visitar lá. Além dos inúmeros monumentos arquitetônicos, ele recomendou ver “os penhascos de pedra” (...) e “as ravinas fora da cidade”.
Em 31 de outubro de 1927, a vila recuperou os direitos de cidade.
Em 1940, os alemães estabeleceram um gueto na cidade para a população judaica. Continha cerca de 2 mil pessoas. Em março de 1942, o gueto foi liquidado e seus habitantes transportados para o gueto em Opole Lubelskie.
A cidade foi ocupada em julho de 1944 por unidades do 69.º Exército e do 7.º Corpo de Cavalaria Independente de Guardas da Primeira Frente Bielorrussa do Exército Vermelho.
Kazimierz foi reconstruída após a destruição da Segunda Guerra Mundial, na maioria graças aos esforços de Karol Siciński, a quem foi confiada esta tarefa pelo então Ministro da Cultura. Hoje, Kazimierz Dolny é um complexo urbano e paisagístico no qual o traçado histórico do centro comercial localizado na rota do rio Vístula foi preservado.
Em 27 de abril de 1979 (com base no projeto do Departamento de Conservação da Natureza da Academia de Ciências da Polônia em Cracóvia), foi criado o Parque Paisagístico Kazimierz.
Em 8 de setembro de 1994, o complexo histórico de Kazimierz foi reconhecido como monumento histórico por ordem do Presidente da República da Polônia, Lech Wałęsa.

Visualizações de arquivos
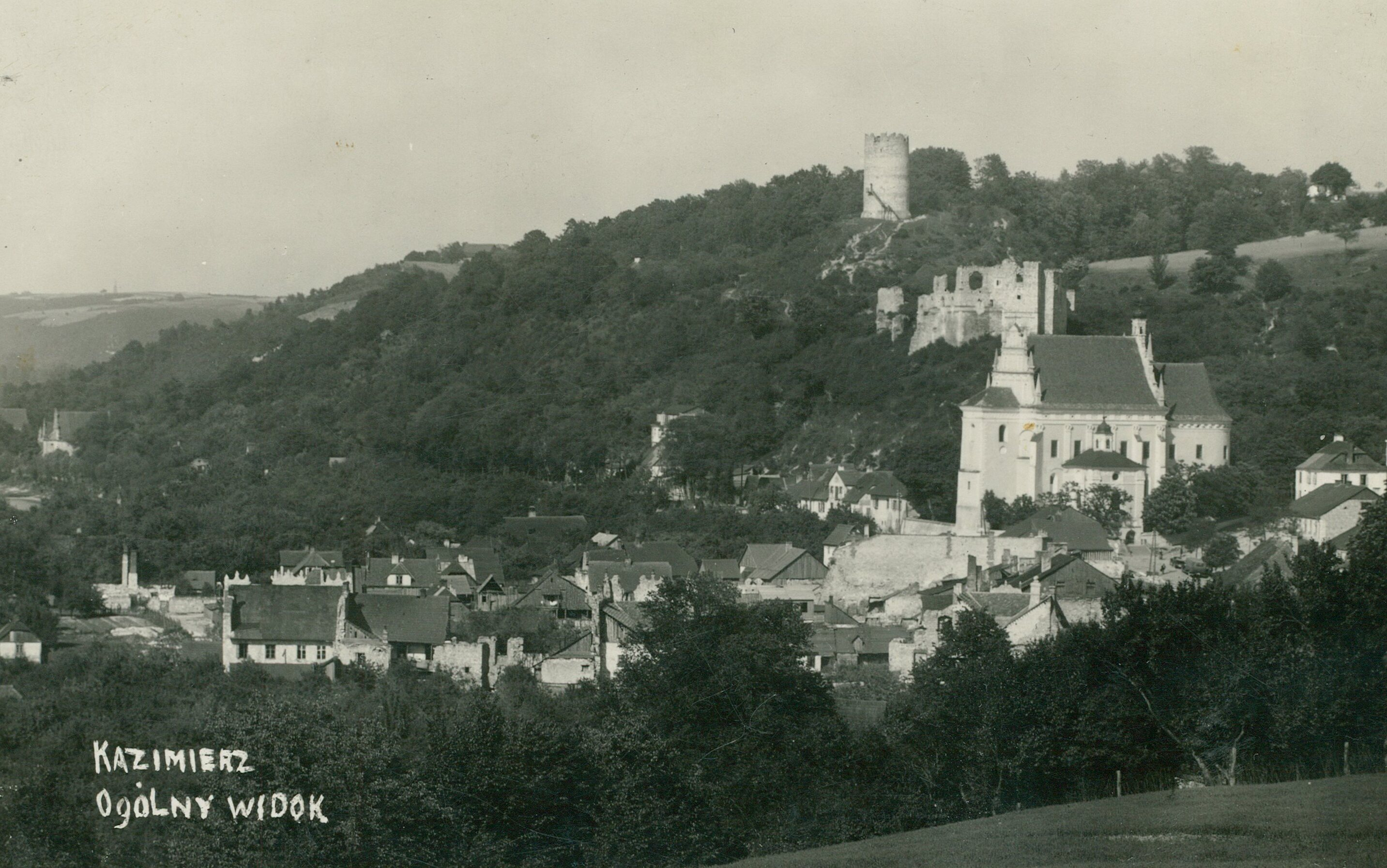
Vista geral, 1933–1937
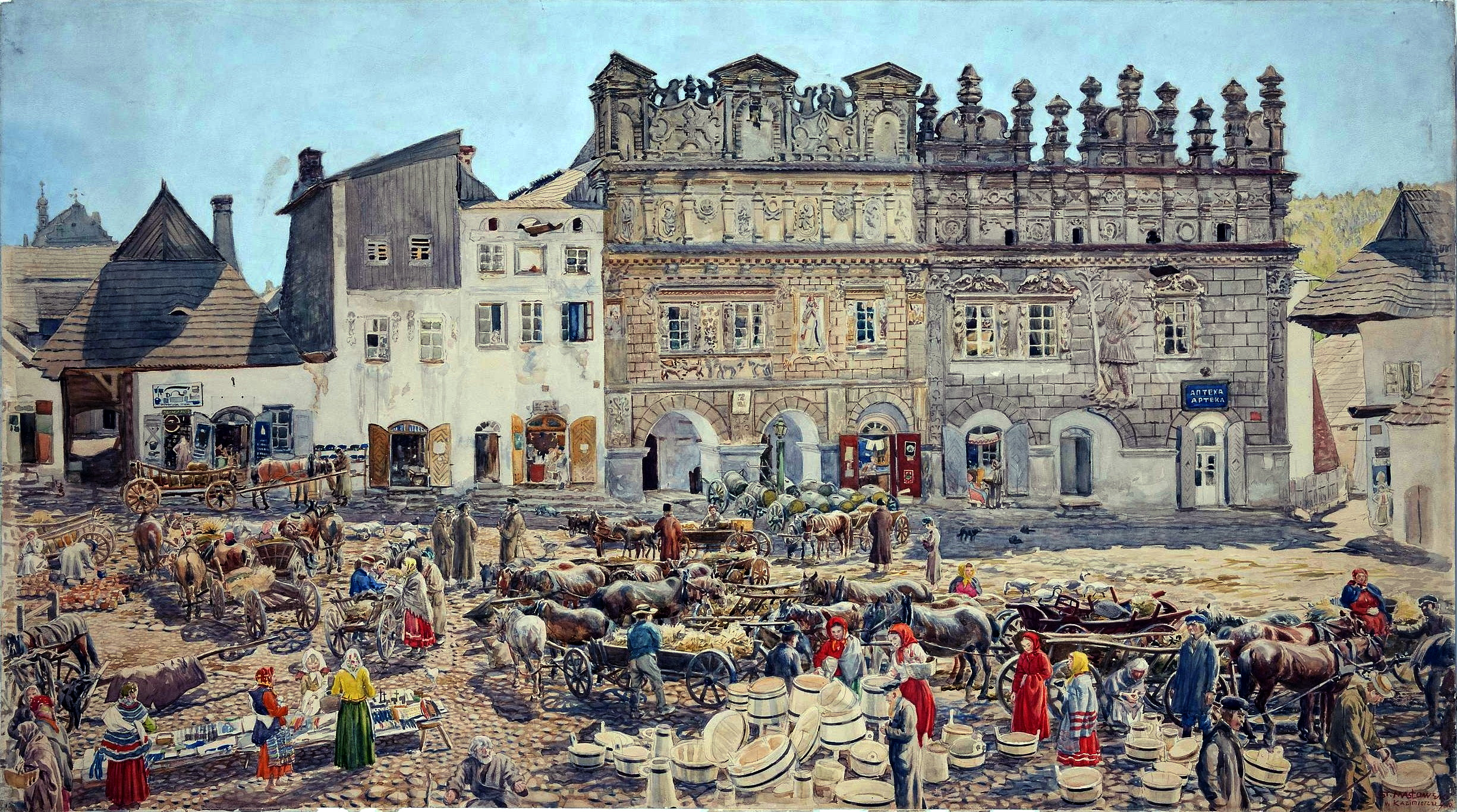
Praça principal em Kazimierz Dolny de 1899 − aquarela de Stanisław Masłowski
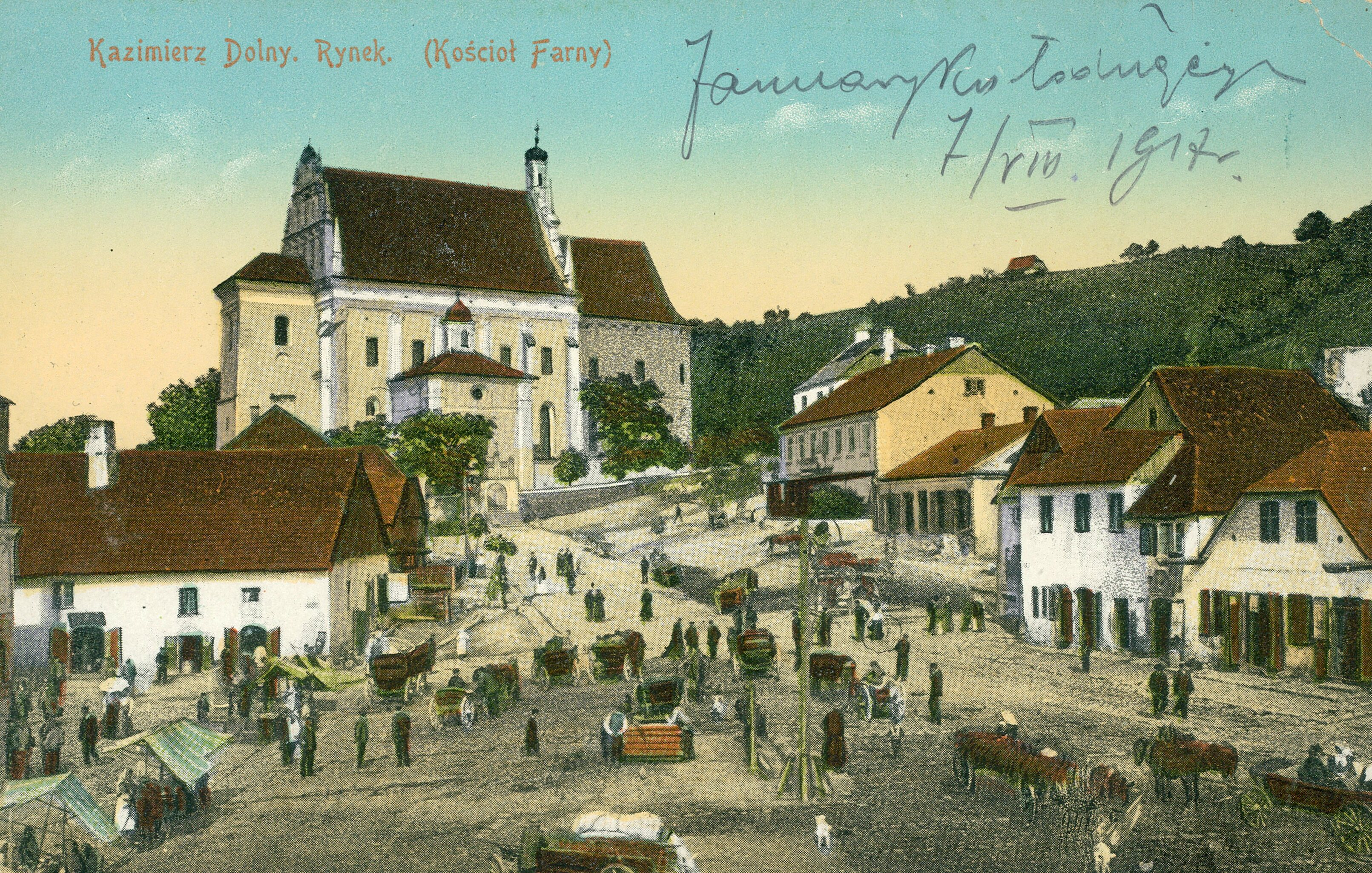
Praça principal, 1914
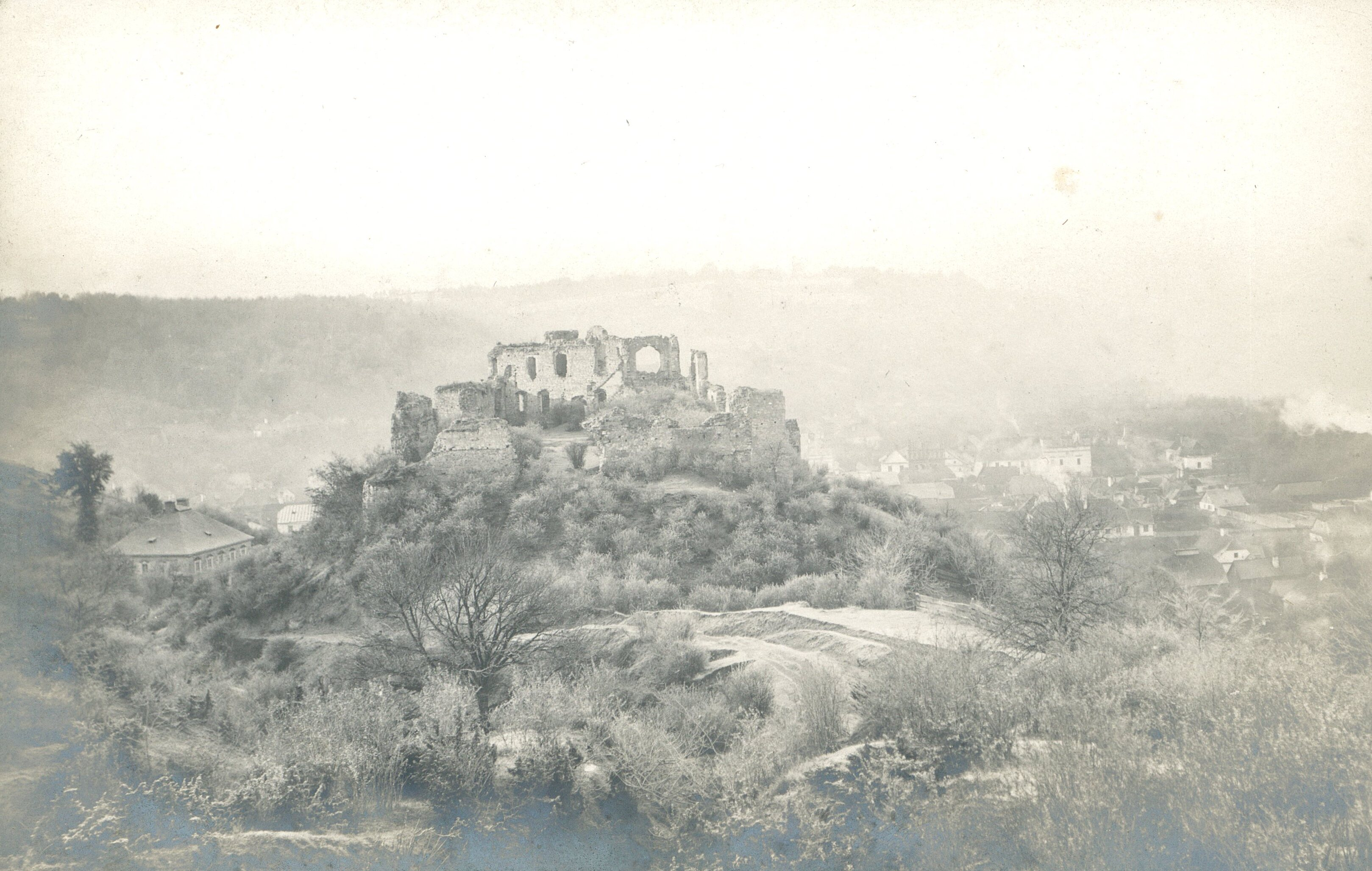
Ruínas do castelo, após 1906
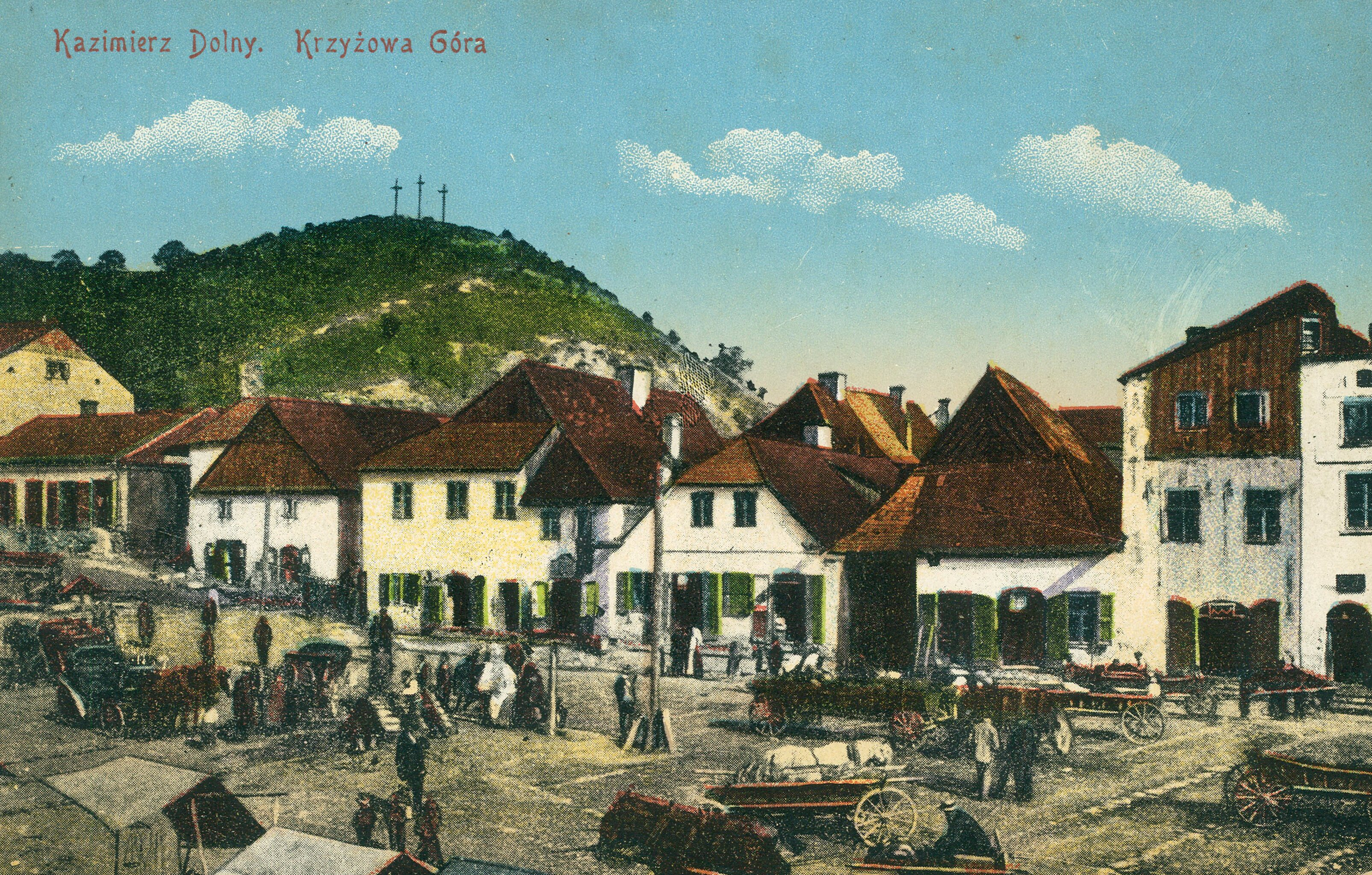
Montanha das Cruzes, após 1906
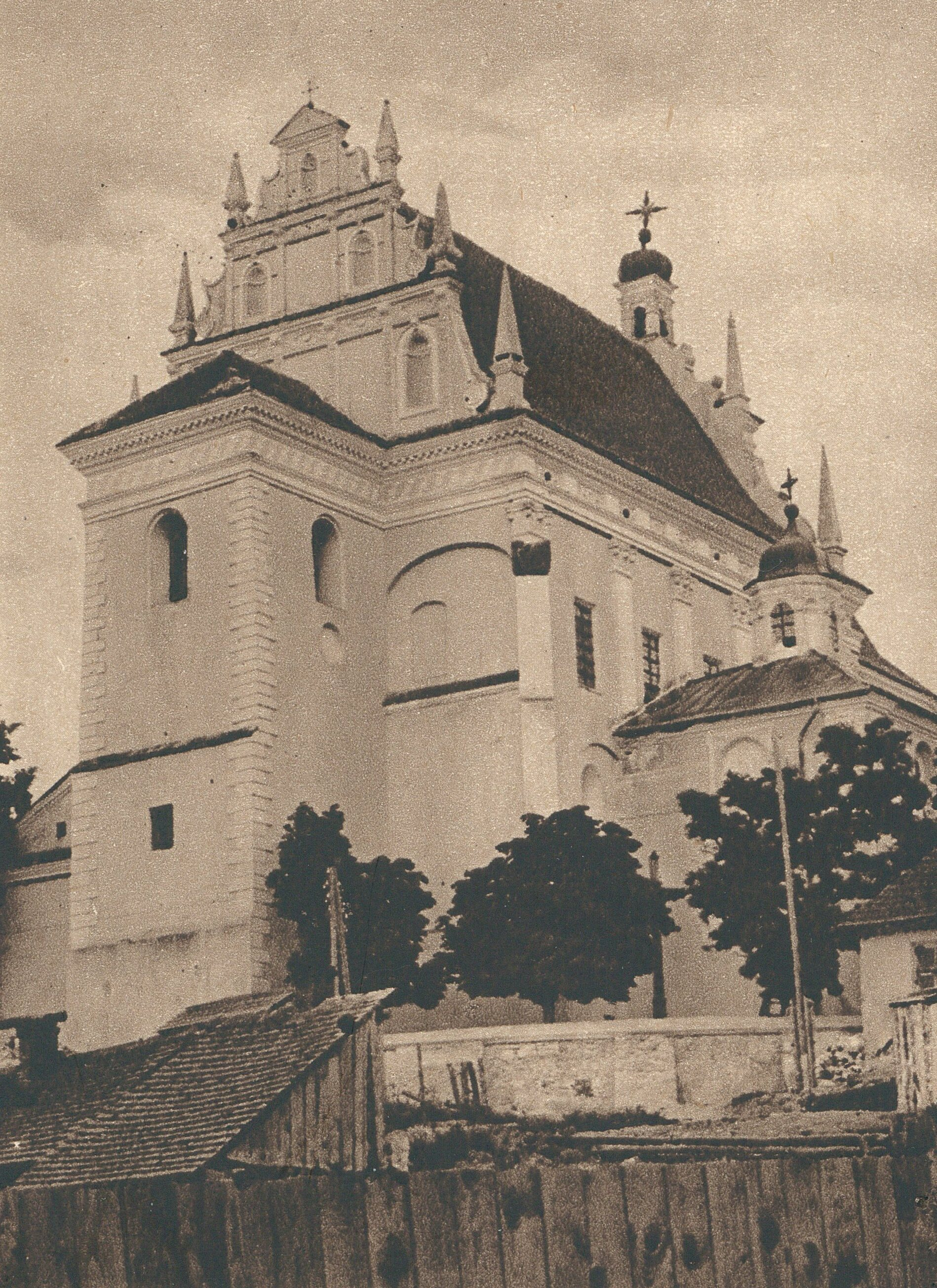
Igreja paroquial, 1939
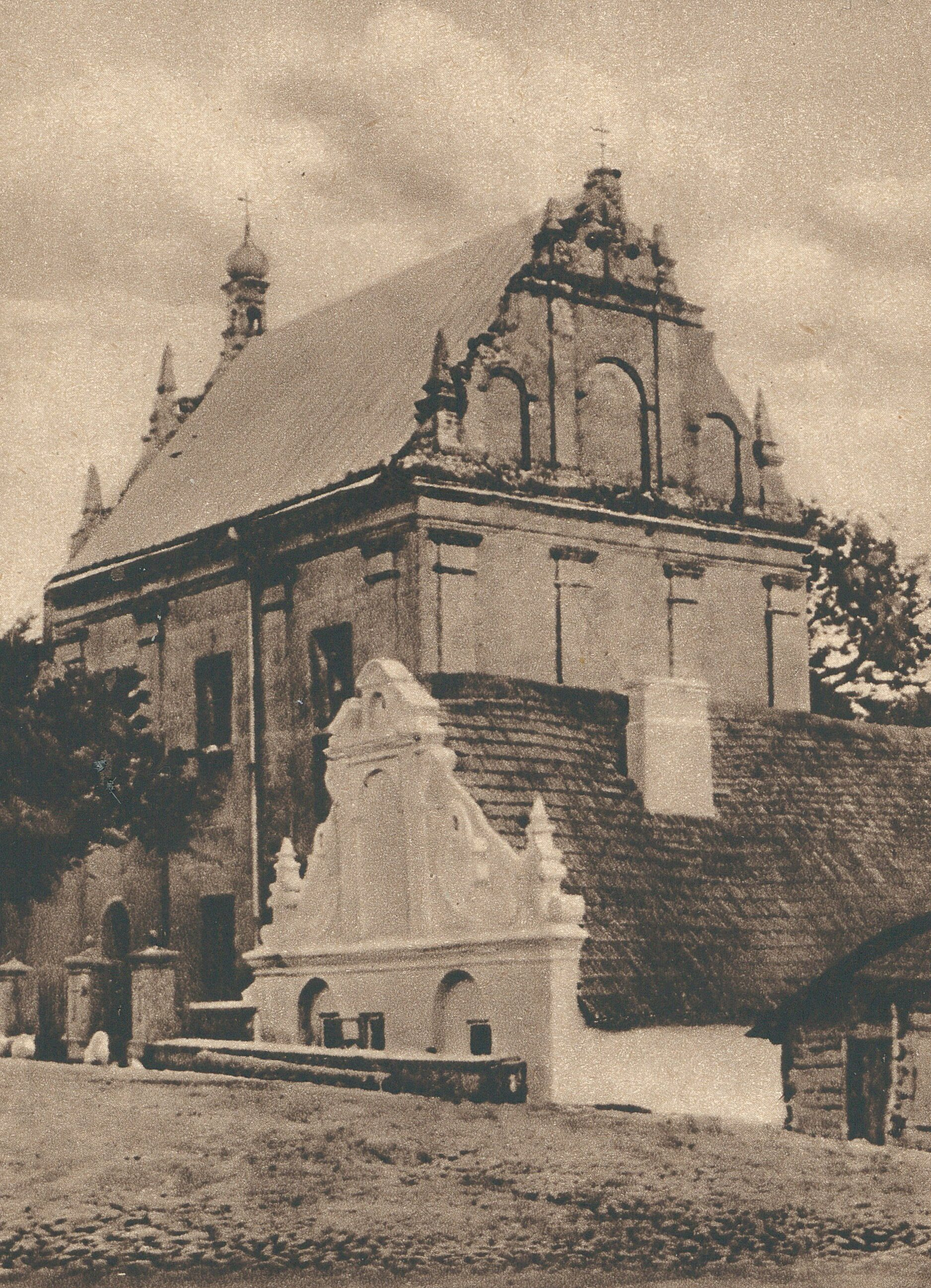
Igreja de Santa Ana, 1939
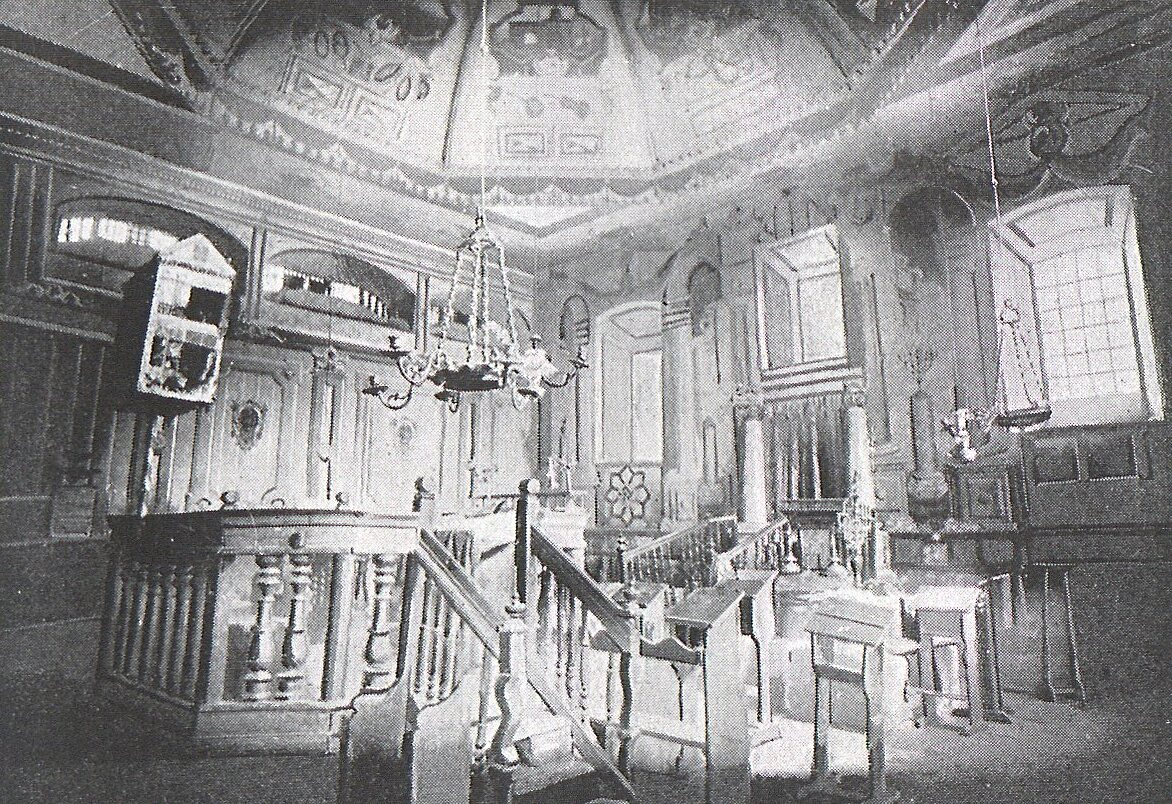
Interior da sinagoga, aprox. 1901
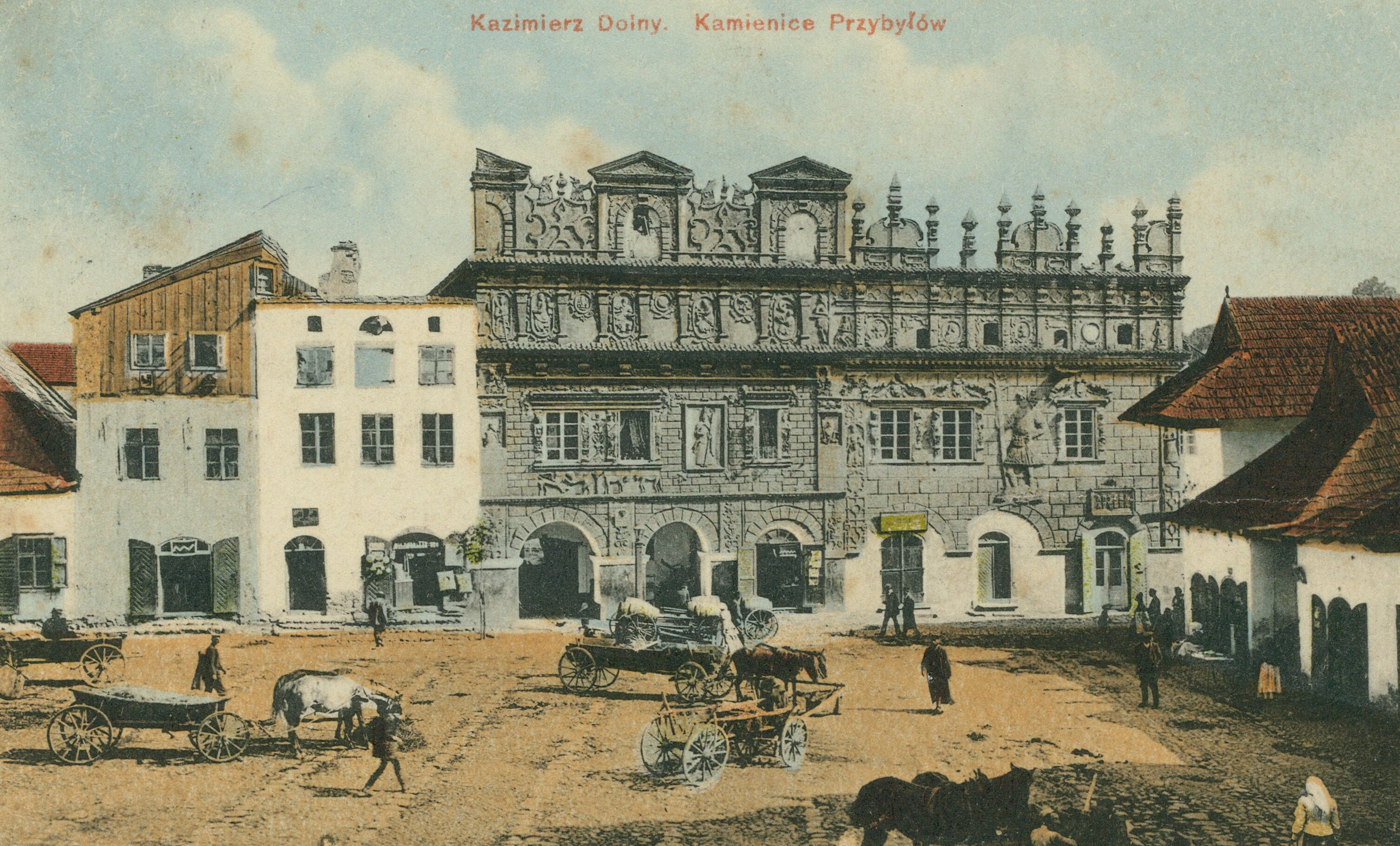
Edifício da família Przybyłów, 1914
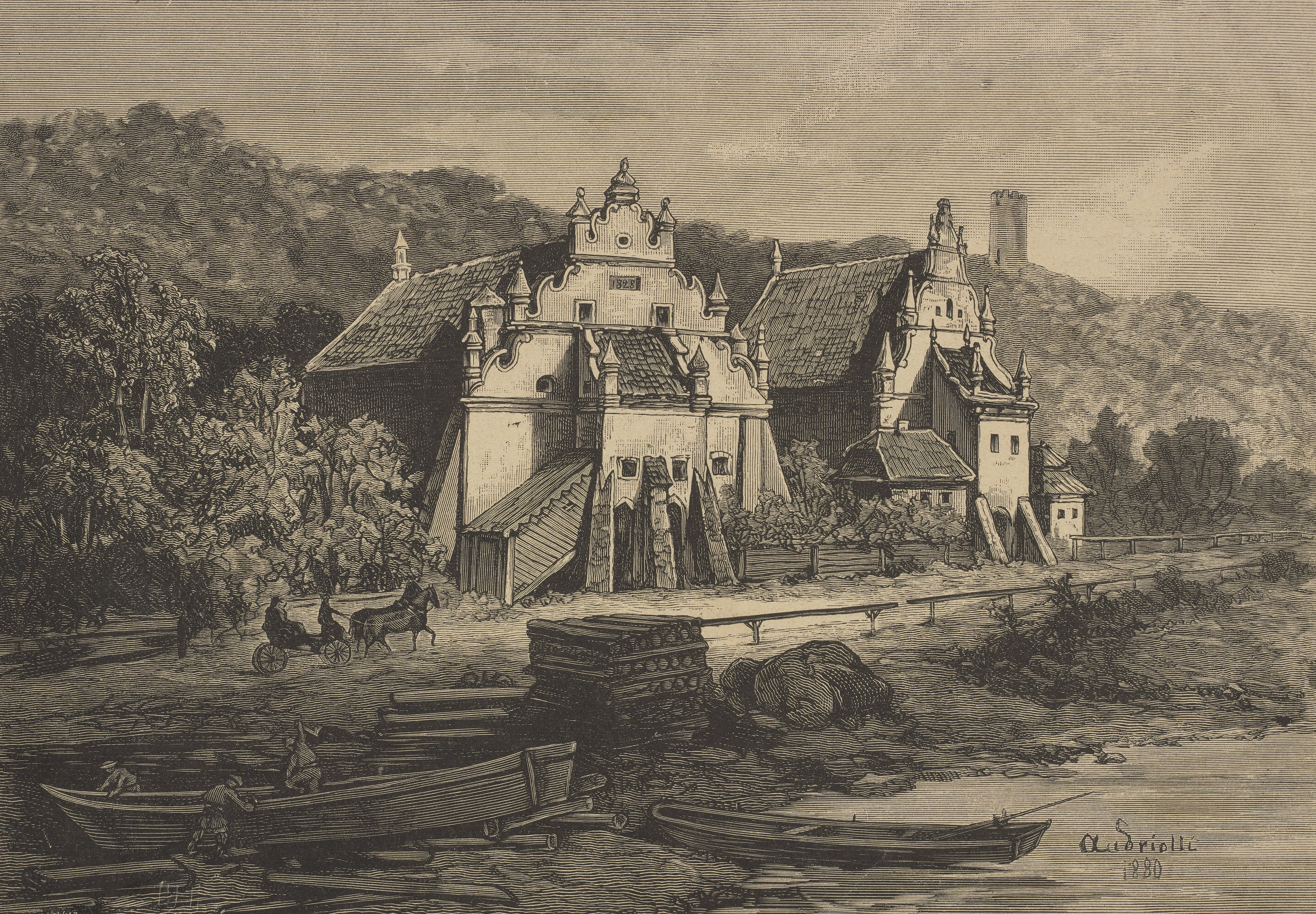
Celeiro, após 1880
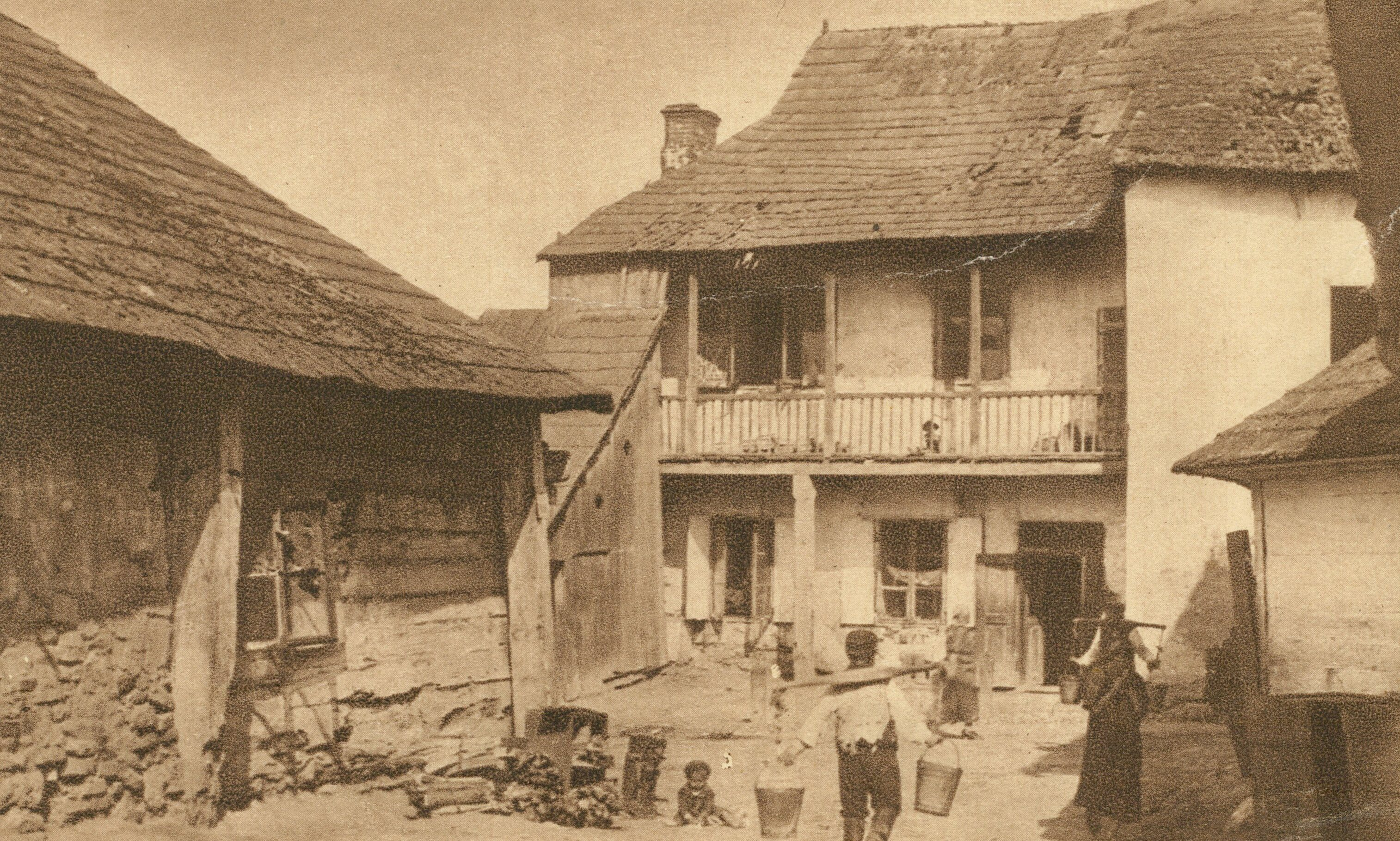
Zaułek, antes de 1939

## A presença judia
A pequena comunidade judaica esteve presente na cidade desde o tempo do rei Casimiro, o Grande no século XIV. O rei concedeu aos judeus um mandado de direitos que originaram que a cidade tornou-se num lugar mais importante para a imigração judaica. Quando João III Sobieski se tornou rei no ano 1674, concedeu aos Judeus da Polônia o privilégio de não pagarem os impostos durante um tempo determinado. Sobieski confirmou também que os judeus podiam preservar todos os direitos que lhes foram concedidos pelos reis anteriores. Durante o seu reinado as restrições foram abolidas e a comunidade judaica começou a florescer novamente.
No século XIX Yehezkel Taub, o discípulo do “Vidente de Lublin” fundou a dinastia hassídica de Kuzmir na cidade.
Entre a Primeira e a Segunda Guerra Mundial a população judaica era de cerca de 1 400 pessoas (a metade da população total da cidade). Durante a época do Holocausto, os nazistas forçaram os judeus a realizar trabalhos duros e a pavimentar as estradas usando as lápides dos cemitérios locais judaicos. Depois do Holocausto foi erigido um memorial usando as peças que não foram destruídas. Em 1940 os alemães estabeleceram na cidade um gueto trazendo para lá todos os judeus do condado de Puławy. Em 1942 todos os judeus que sobreviveram à fome, doenças e ao trabalho escravo foram levados para o campo de concentração de Bełżec para aí serem exterminados. No final do 1942 a cidade foi oficialmente declarada “livre de judeus”.
Um dos mais famosos residentes judeus da cidade foi o pintor e escultor Chaim Goldberg. Outro foi o notável jornalista S.L. Shneiderman, que escreveu sobre Kazimierz Dolny no seu livro “O Rio Lembra”.

## Cultura

### Festivais
- Desde 1966 é realizado o Festival de Bandas e Cantores Folclóricos,[28] acompanhado desde 1967 pela Feira de Arte Popular.[29]
- Festival de Órgão de Kazimierz − realiza-se em Farze − igreja paroquial de Kazimierz.[30]
- De 1995 a 2004, o festival Lato Filmów[31] foi realizado em Kazimierz.
- Em 2005, o Lato Filmów foi substituído por Wysokie Temperatury Filmowe.[32]
- Em 2007, após uma pausa de um ano, o festival de cinema voltou a Kazimierz como o Festival de Cinema e Arte “Dwa Brzegi”.[33]
- De 2006 a 2012, foi realizado o Festival de Música e Tradição Klezmer e continuado a partir de 2022 pelo Festival Klezmer.[34]
- Desde 2013 é realizado o Festival Pardes − Encontros com a Cultura Judaica.[35]
- Desde 2014 Kazimiernikejszyn, um festival de música multigênero.[36]
- Desde 2016, em setembro, é realizado o festival de aviação “skrzydła nad Kazimierzem”.[37]

## Monumentos históricos

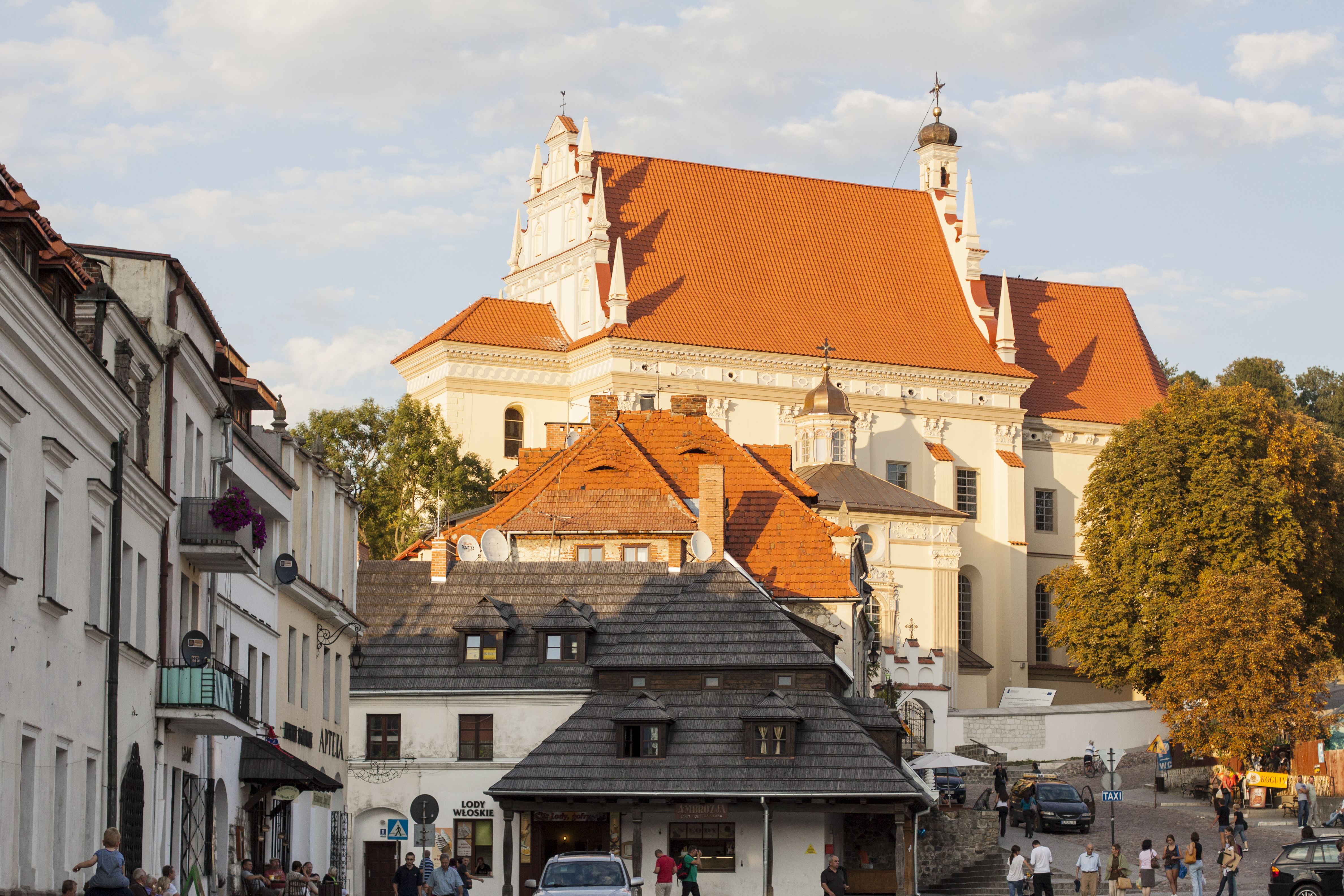
Igreja paroquial de São João Batista e São Bartolomeu

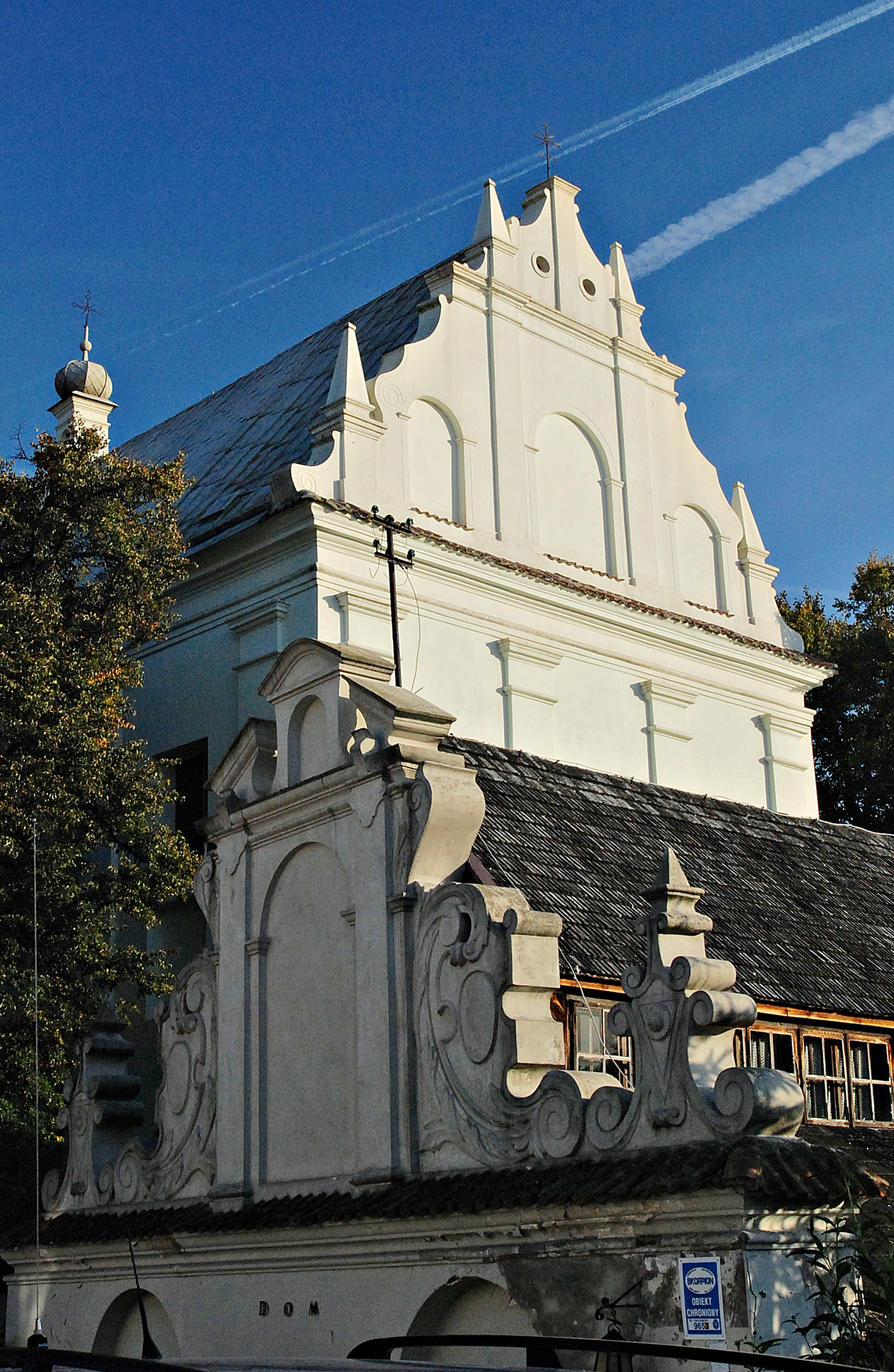
Igreja de Santa Ana

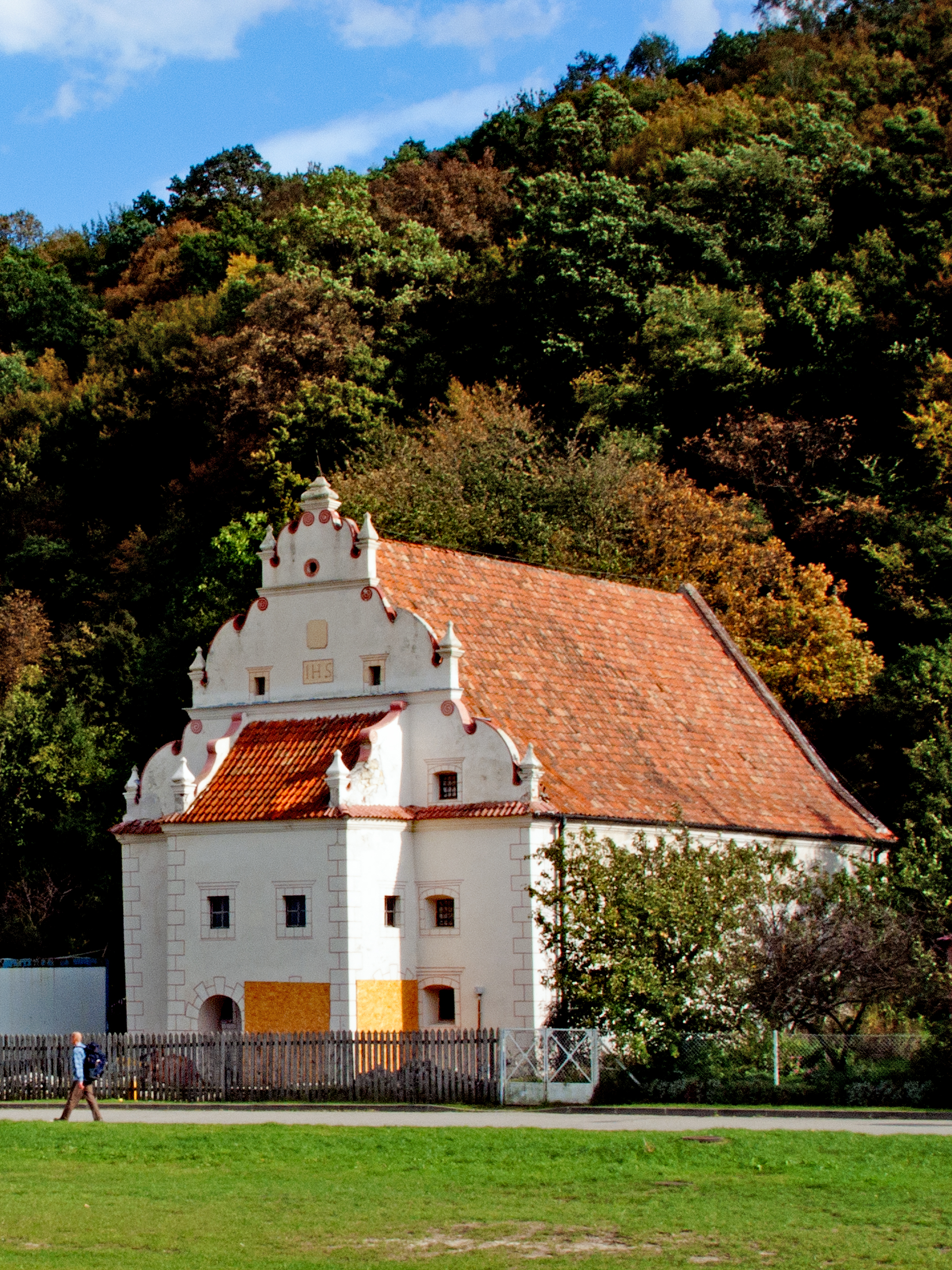
Celeiro de Feuerstein

Embora Kazimierz Dolny seja uma cidade pequena, graças à sua rica história, ela abunda em numerosos monumentos interessantes de arquitetura sacra e secular:
- Igreja paroquial de São João Baptista e São Bartolomeu − construída nos anos 1586−1589
  - Órgão em moldura de lariço de 1620 (um dos mais antigos da Polônia)
  - Busto renascentista de Mikołaj Przybyła
  - Bancos da 1ª metade do XVII
  - Pia batismal (oficina Santi Gucci)
  - Altar-mor em estilo barroco
  - Púlpito de 1615 com remate rococó
- Igreja de Santa Ana de 1671 e o hospital do Espírito Santo para os pobres com uma empena maneirista de 1635.
- Igreja da Anunciação da Bem-Aventurada Virgem Maria de 1589 e o Mosteiro da Ordem dos Frades Menores de 1638–1668. O complexo está rodeado por um muro da primeira metade do século XVIII.
- Castelo em Kazimierz Dolny — ruínas dos séculos XIV a XVI (Góra Zamkowa)
- Torre defensiva (fortaleza) da 2,ª metade do século XIII ou XIV
- Prédios residenciais Przybyłów na praça principal, com desenho maneirista de cerca de 1615, pertencentes aos irmãos Przybyłów:
  - São Nicolau (restaurado após a guerra por Józef Gosławski)[40]
  - São Cristóvão
- Prédio residencial Gdańsk (na praça principal) de 1795 em estilo barroco
- Prédio residencial Biała (na rua Senatorska)
- Prédio residencial Celejowska (na rua Senatorska), reconstruído antes de 1630 por Bartłomiej Celej, hoje abriga uma filial do Museu do Vístula
- Celeiros[41][42]
  - Celeiro “Pod Żurawiem” da segunda metade do século XVII, rua Puławska 112 (hotel Spichlerz n.º 1). Renovado nos anos 1988–1993 para hotel, desenhado por Tadeusz Augustynek.[43]
  - Celeiro “Król Kazimierz” (antiga Fábrica de Processamento de Frutas) da segunda metade do século XVII, rua Pulawska 70 (hotel)
  - Celeiro Pielak do século XVII, rua Puławska 66 (em ruínas)
  - Celeiro “Pod Wianuszki” da década de 1680 na rua Puławska 64 (albergue da juventude)
  - Celeiro Nowakowski da segunda metade do século XVI ou XVII na rua Puławska 5
  - Celeiro “Bliźniak” do início do século XVII na rua Puławska 46. Anteriormente perto do canal do porto, ao lado de um prédio gêmeo.
  - Celeiro de Feuerstein (Krzysztof Przybyły) do século XVI com uma empena do final do Renascimento, rua Puławska 40
  - Celeiro dos Ulanowskis (Mikołaja Przybyły) de 1591, rua Puławska 34 (Museu do Vístula)
  - Celeiro na rua Tyszkiewicza 18 (a decoração do esgrafito foi preservada sob o gesso)
  - Celeiro de Kobiaki de 1636, rua Krakowska 61 (atualmente hotel PTTK)
  - Celeiro na rua Krakowska 63 da primeira metade do século XVII (em ruínas)
- Sinagoga em Kazimierz Dolny
- Barracas de madeira do início do século XIX na Praça do Mercado Menor
- Capela do Cristo Pensativo de 1588 no chamado Portão de Lublin
- Antigo banho público (atualmente o hotel “Perła Kazimierza”) de 1921, projetado por Jan Witkiewicz, Koszyc
- Ruínas da mansão de Stanisław Szukalski de 1910, projetada pelo Eng. Jan Albrycht em Albrechtówka (Albrychtówka)
- Casas de madeira dos séculos XVIII e XIX

Praça principal em Kazimierz
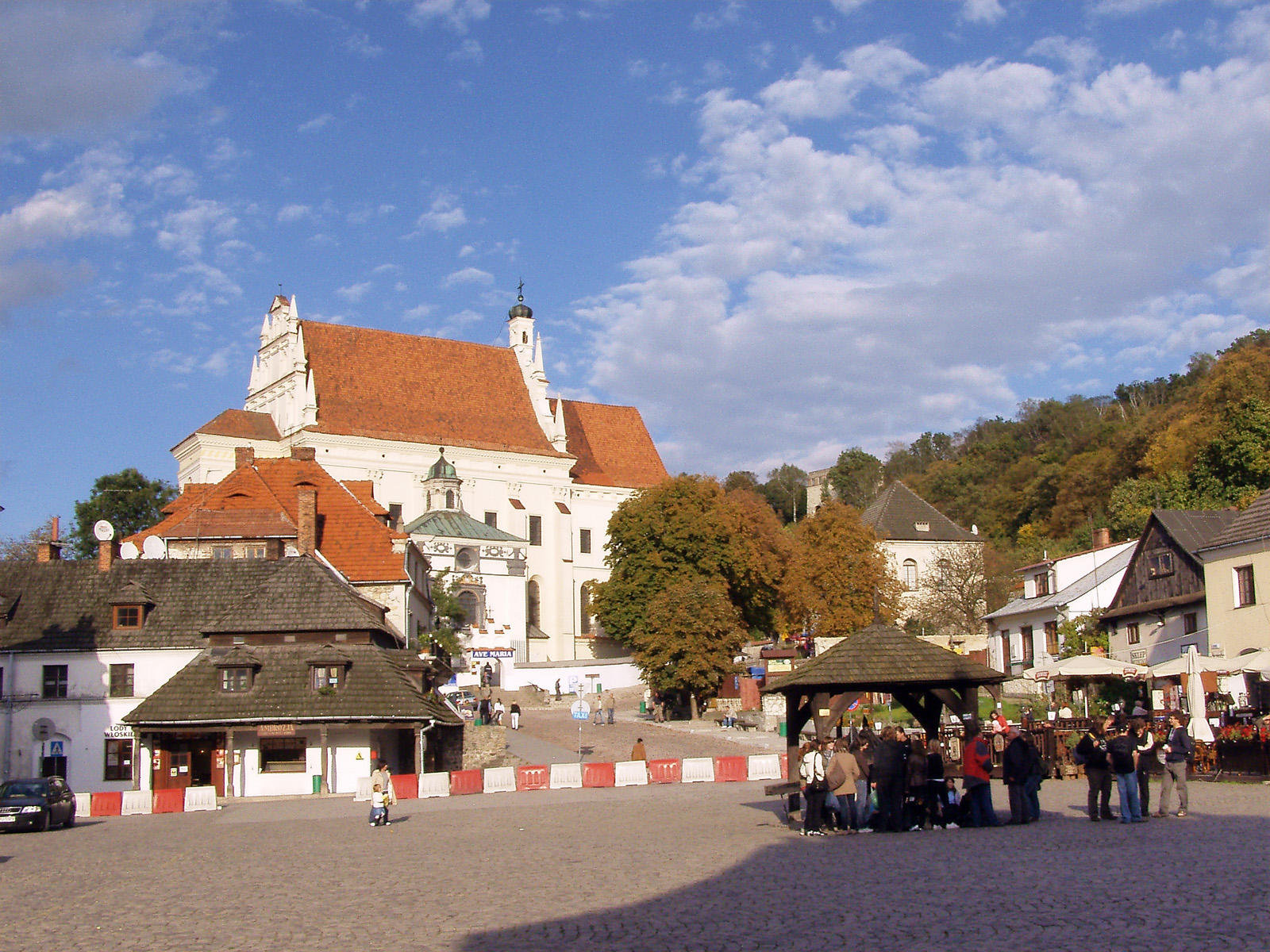
Praça principal com a igreja paroquial
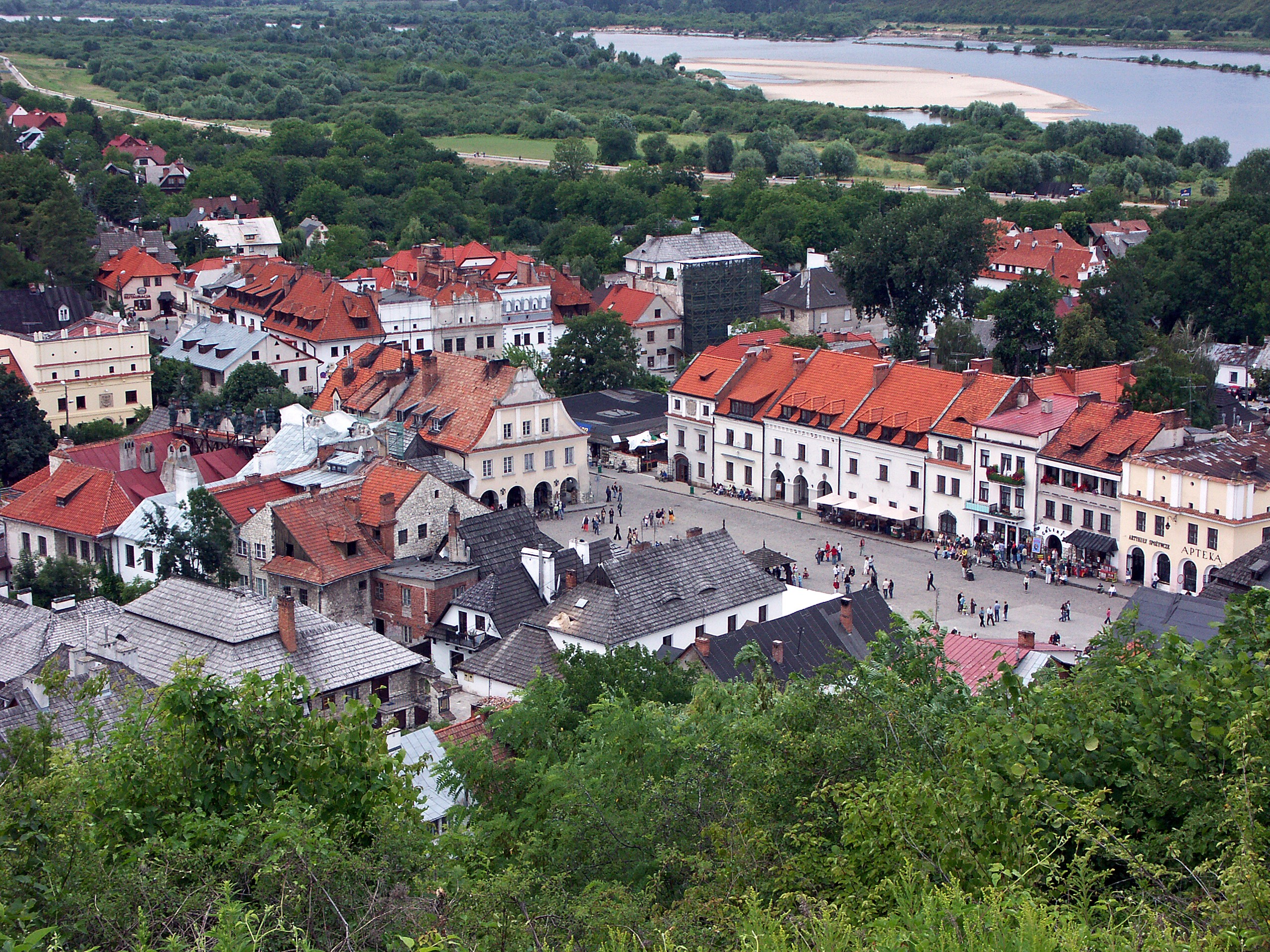
Praça principal
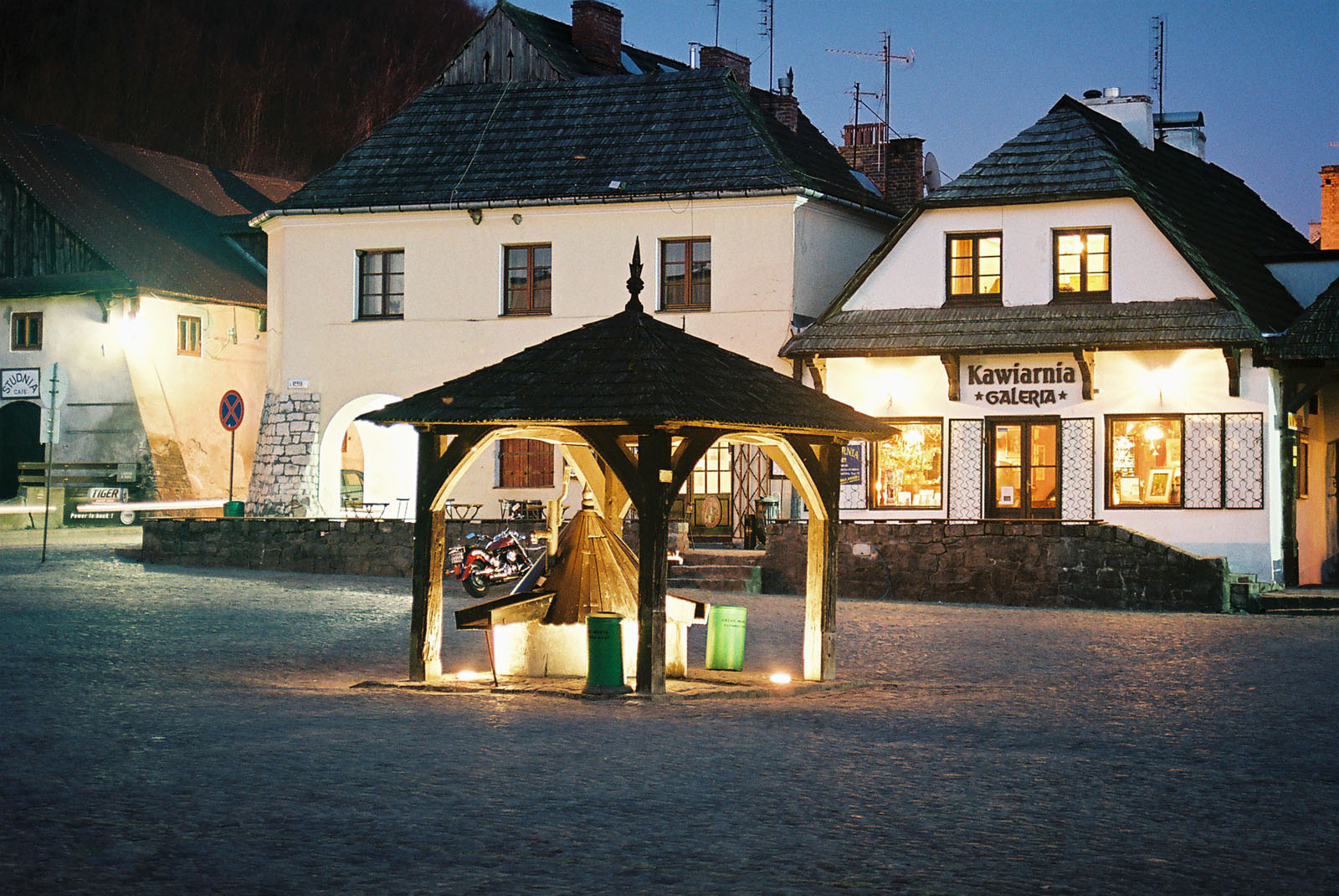
Poço na praça principal
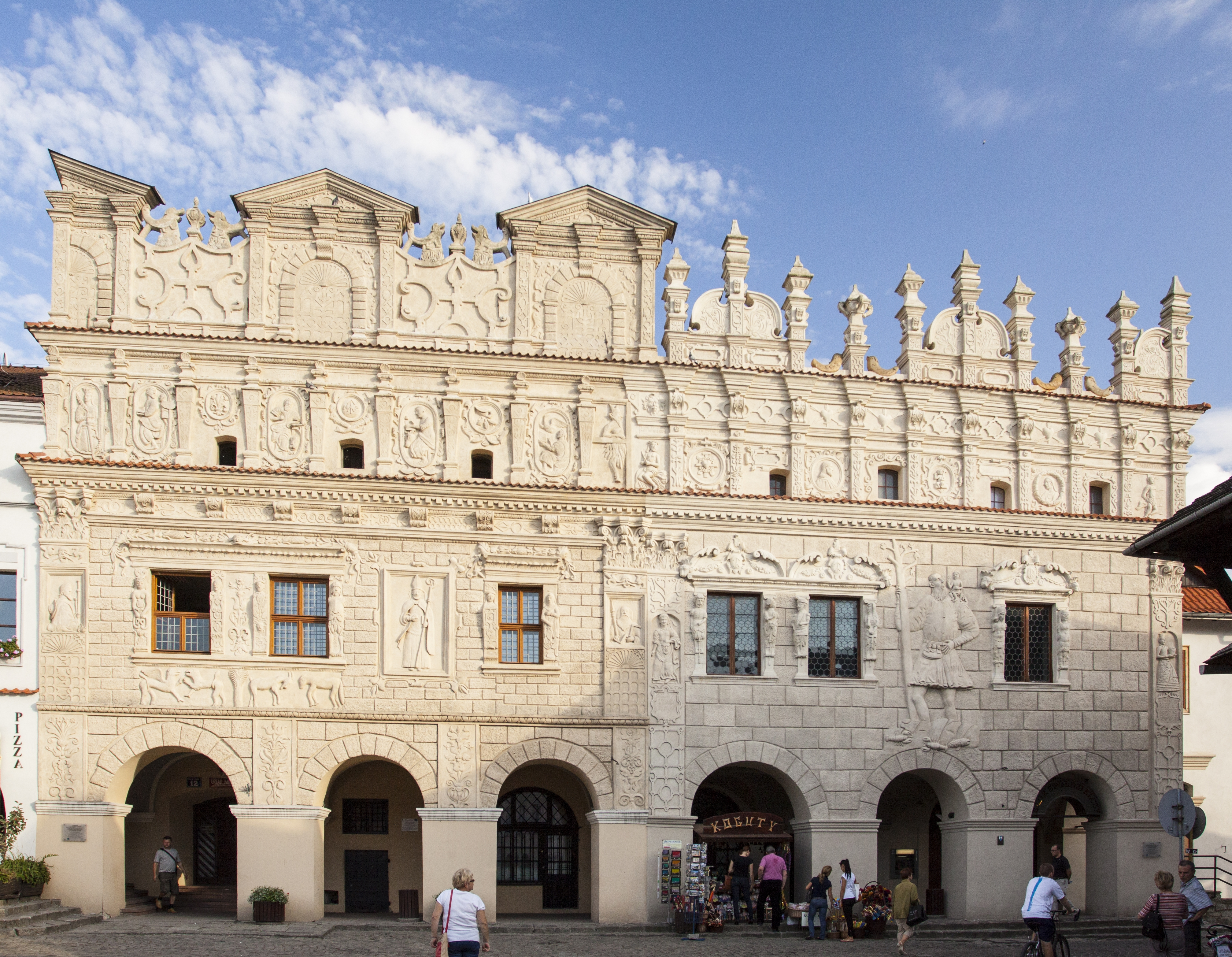
Prédio residencial Przybyłów na praça principal

Monumentos inexistentes:
- Celeiro “Pod Bożą Męką” (também chamado Pod Figurą) de 1624, foi erguido para o comerciante Wawrzyniec Górski conforme o projeto de Adam Tarnawski de Kraśnik. Foi demolido entre 1940−1944. Estava situado no final da rua Cracóvia ao lado da mansão Mysłowski.[44]
- Celeiro com pátio na rua Puławska. Atualmente, em seu lugar há uma casa do serviço de água.[44]
- Celeiro “Pod Jeleniem”.[45]
- Celeiro “Pod Skorupiany”.[45]
- Celeiro “Bliźniak II”, rua Puławska 46.[44]
- Dois celeiros do século XVII entre o celeiro Kobiałki e o celeiro na rua Krakowska 63, demolido por K.T. Ulanowski nos anos 1959−1965.[44]
- Casa Błaszczyński na rua Podzamcze, incendiada em 1917.[45]
- Prédio residencial Kwasków (a chamada Fábrica inglesa) na rua Krakowskie Przedmieście 22. Era um celeiro com um apartamento contíguo.[45]
- Casa Dziwisz, rua Krakowska 4.[45]

## Divisão administrativa
Partes integrantes da cidade de Kazimierz Dolny:
| - Albrechtówka - Cholewianka - Dąbrówka |  | - Doły - Doły Wylęgowskie - Góry Drugie |  | - Góry Pierwsze - Góry Trzecie - Helenówka |  | - Jeziorszczyzna - Las Miejski - Mięćmierz |  | - Nowy Las - Okale - Wylągi |

## Turismo

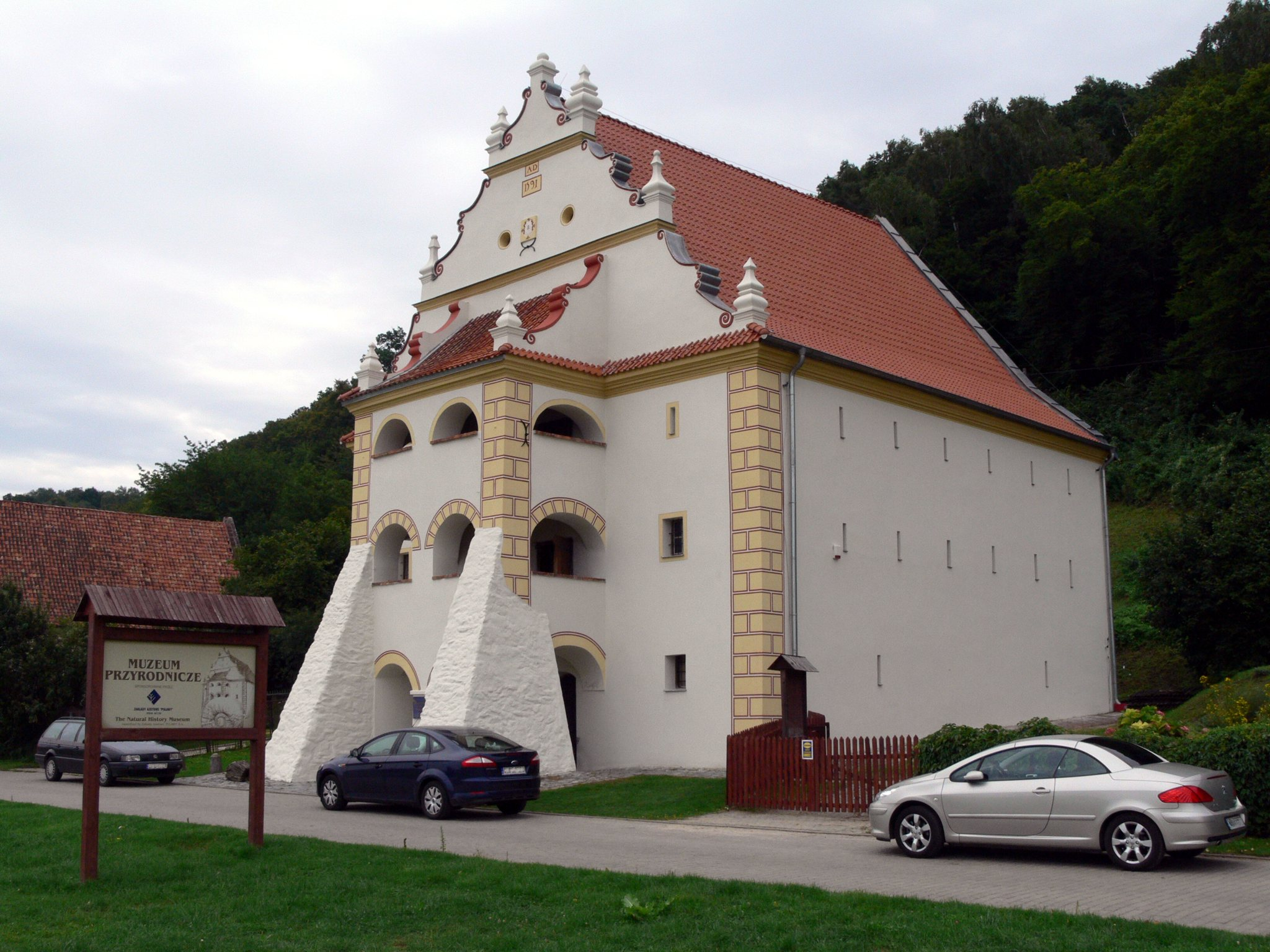
Celeiro dos Ulanowskis (Mikołaj Przybyła), agora o Museu de História Natural em Kazimierz

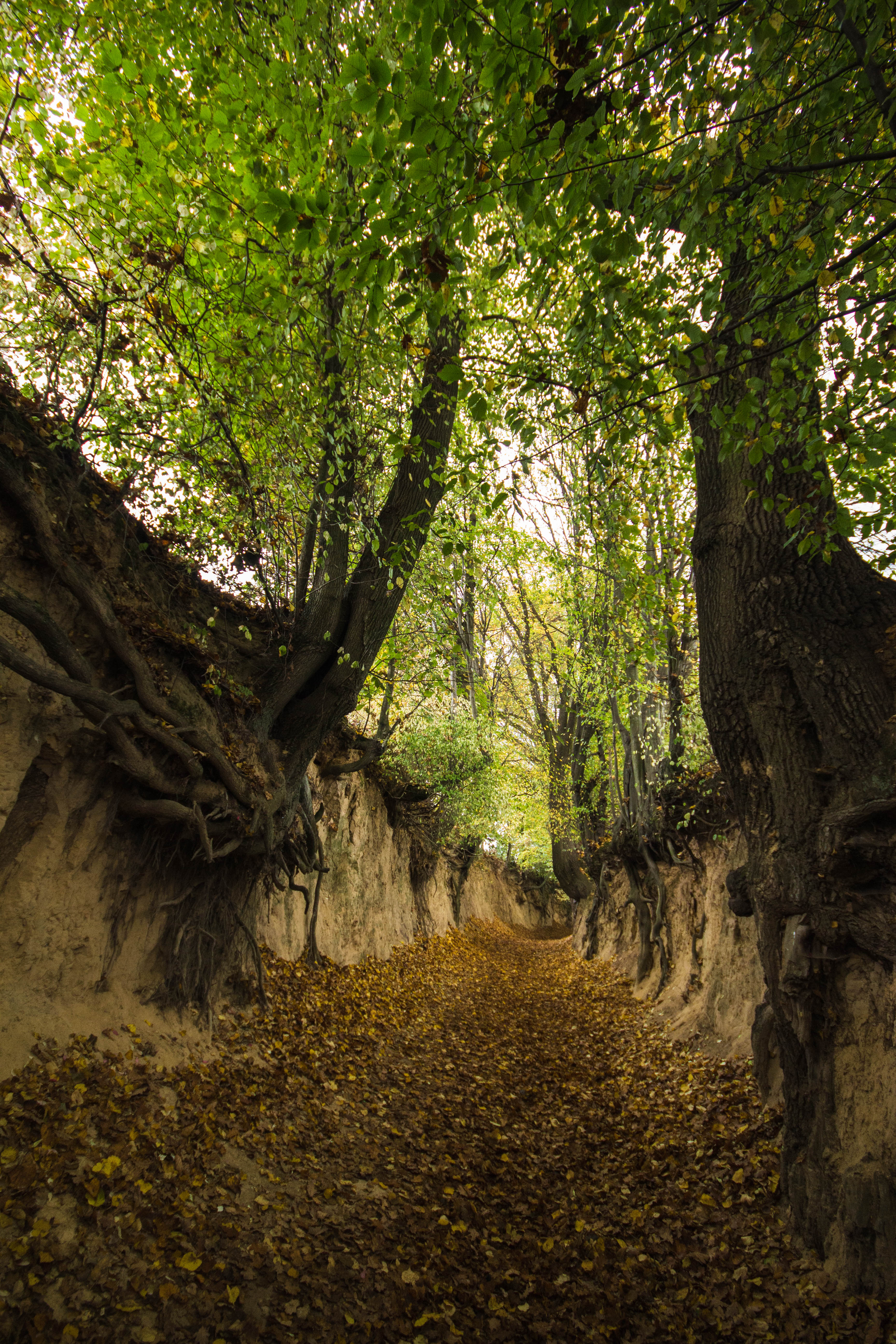
Um dos numerosos barrancos de loesse da região − Wąwóz Korzeniowy Dół no Parque paisagístico Kazimierski

- Museu de História Natural (celeiro da família Przybyłów, depois família Ulanowski)
- Celeiros dos séculos XVI e XVII
- Cone aluvial no sopé de Norowy Gorge
- "Norowy Dół" − o efeito da construção de uma estrada em loesse sem proteção contra a erosão hídrica
- Deslizamento de terra na encosta do desfiladeiro
- Exposição de rochas do leito do Cretáceo e do Terciário
- Funil de sufocamento − o resultado da erosão das águas subterrâneas em loesse
- Panorama do planalto Nałęczów e da planície Radom
- Panorama do desfiladeiro da Pequena Polônia do rio Vístula
- Exposições de loesse na parede do desfiladeiro
- Habitat de clematis (espécie mediterrânea)
- Ruínas da torre e do castelo
- Aldeia de Męćmierz

### Trilhas turísticas
- Trilha de caminhada turística e ecológica “Norowy Dół”[46]
- Trilha Renascentista de Lublin[47]

## Demografia
Conforme os dados do Escritório Central de Estatística da Polônia (GUS) de 31 de dezembro de 2022, Kazimierz Dolny é uma cidade muito pequena com uma população de 3 257 habitantes (30.º lugar na voivodia de Lublin e 709.º na Polônia), tem uma área de 30,4 km² (9.º lugar na voivodia de Lublin e 177.º lugar na Polônia) e uma densidade populacional de 107 hab./km² (48.º lugar na voivodia de Lublin e 932.º lugar na Polônia). Nos anos 2002–2021, o número de habitantes diminuiu 31,0%.
Os habitantes de Kazimierz Dolny constituem cerca de 2,93% da população do condado de Puławy, constituindo 0,16% da população da voivodia de Lublin.
| Descrição                         | Total      | Total    | Mulheres   | Mulheres | Homens     | Homens   |
| --------------------------------- | ---------- | -------- | ---------- | -------- | ---------- | -------- |
| unidade                           | habitantes | %        | habitantes | %        | habitantes | %        |
| população                         | 3 257      | 100      | 1 714      | 52,6     | 1 543      | 47,4     |
| superfície                        | 30,4 km²   | 30,4 km² | 30,4 km²   | 30,4 km² | 30,4 km²   | 30,4 km² |
| densidade populacional (hab./km²) | 107        | 107      | 56,3       | 56,3     | 50,7       | 50,7     |

## Transportes

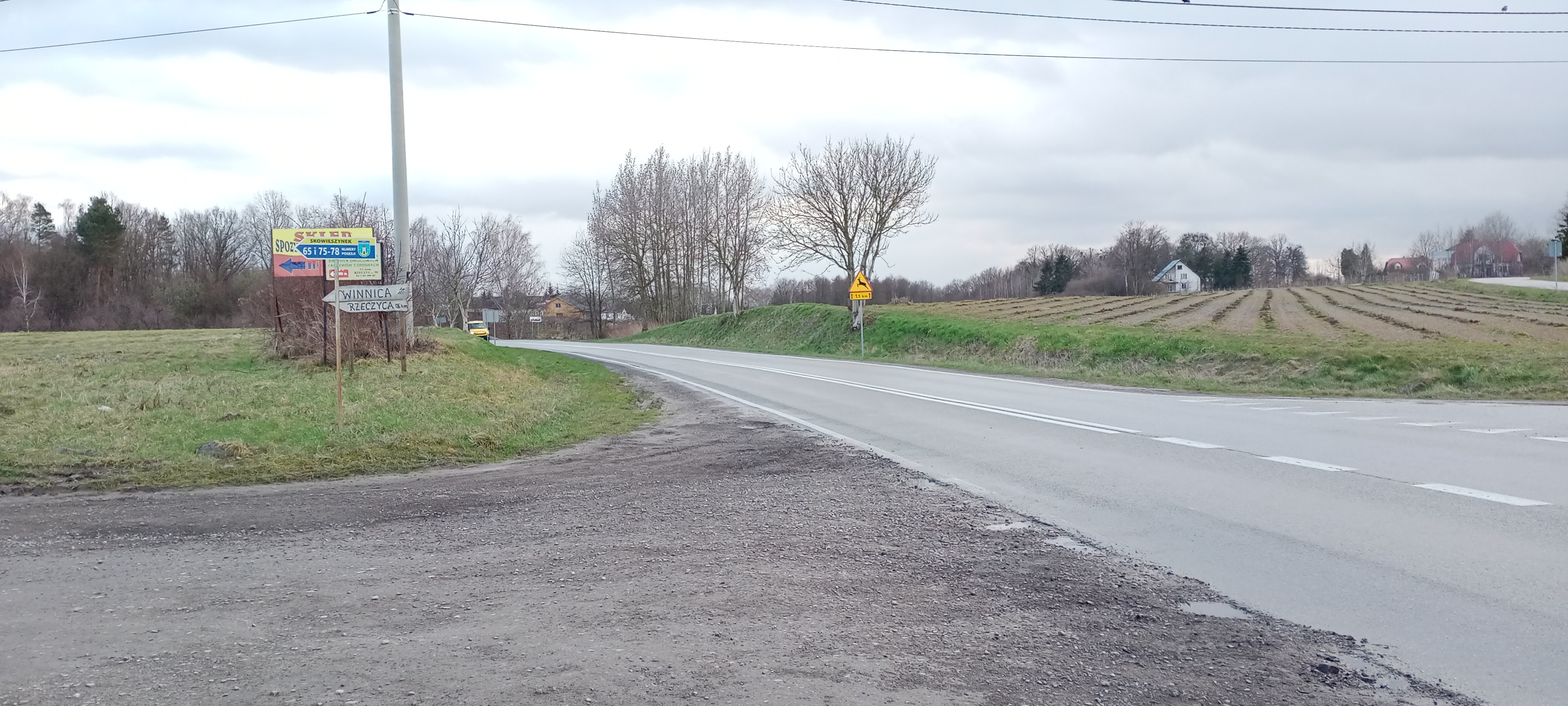
Desvio da cidade em Skowieszynek

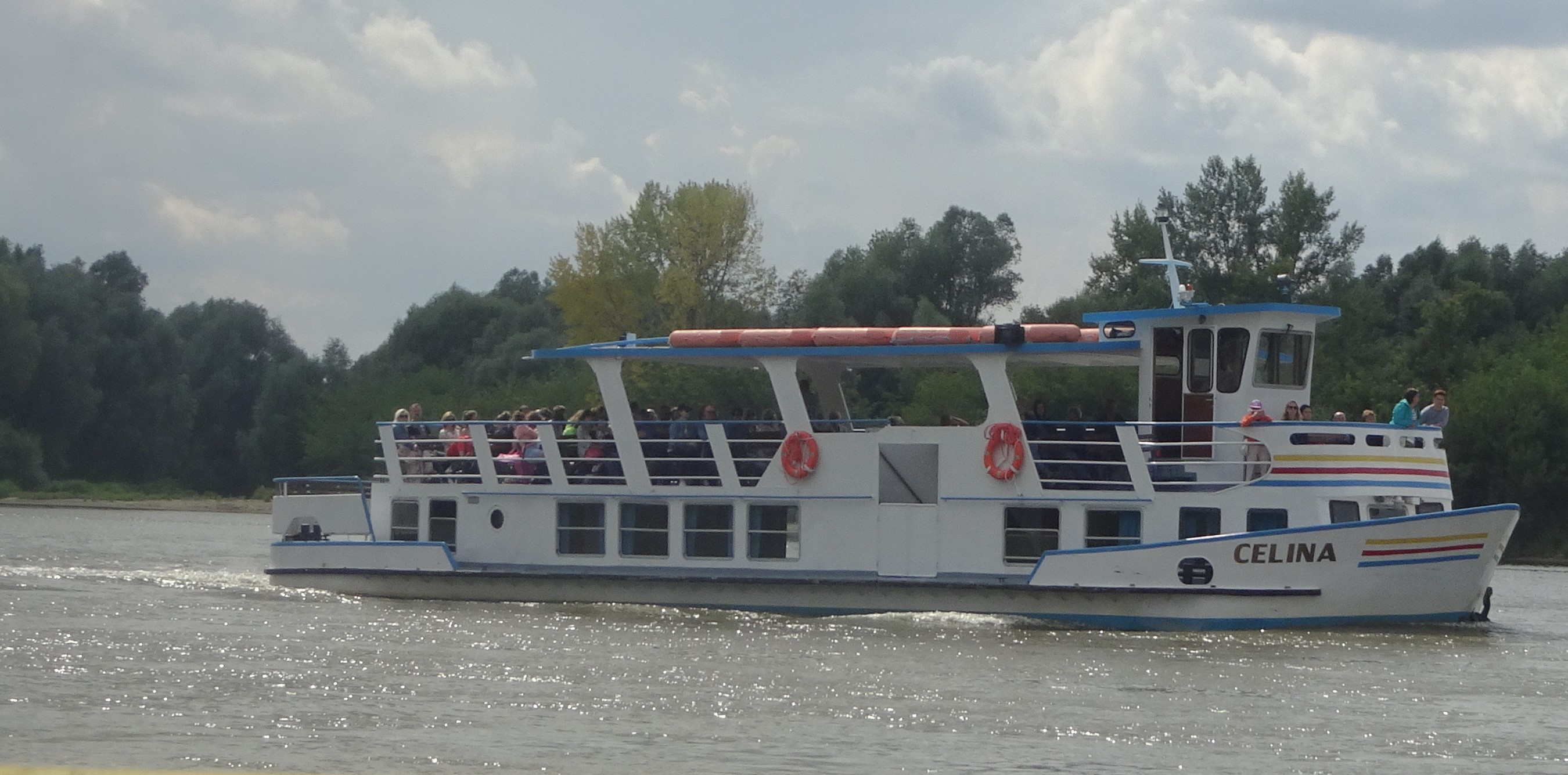
Navio no rio Vístula

### Transporte rodoviário

#### Rodovias
Kazimierz Dolny tem um rodoanel ao longo da estrada provincial n.º 824.
Há um limite de tonelagem de 3,5 toneladas na cidade.

#### Transporte por ônibus
Há uma estação de ônibus em Kazimierz Dolny.
A linha 12 de MZK Puławy termina no terminal de ônibus Kazimierz Dolny-Czerniawy.

### Transporte ferroviário
A cidade não tem e nunca teve acesso a uma ferrovia de bitola padrão.
Em 2014, a Przewozy Regionalne organizou uma conexão interREGIObus com as estações ferroviárias em Puławy e Nałęczów.
No passado, havia uma ferrovia industrial (bitola estreita) na pedreira para transporte de material escavado em barcaças, liquidada com a pedreira na década de 1980.

### Transporte fluvial
Há uma marina, um porto de iates e Serviço de Resgate Voluntário Aquático (WOPR) na cidade.

## Esportes
Em 27 de setembro de 1998 (desde 1992 existia a equipe Piast Kazimierz, desde 1994 sob o nome de KS Orły Kazimierz) foi fundado o time de futebol Orły Kazimierz. O clube continua as tradições futebolísticas dos antecessores Piast/Orłów, LZS Spartan Skowieszynek e LZS Bochotnica, que remontam ao final dos anos 1960. O Clube manda os jogos em Bochotnica, no Estádio Orłów Kazimierz com capacidade para 500 lugares, incluindo 230 lugares sentados.